# Huub Rothengatter
Hubertus "Huub" Rothengatter, född 8 oktober 1954 i Bussum, är en nederländsk racerförare.

## Racingkarriär
Rothengatter debuterade i formel 1 för Spirit Racing säsongen 1984.  Han tävlade under sammanlagt tre säsonger och hans bästa resultat var en sjundeplats i en Osella-Alfa Romeo i Australien 1985. 

## F1-karriär
| Säsong | Stall/Tillverkare | Poäng | Placering |
| ------ | ----------------- | ----- | --------- |
| 1984   | Spirit-Hart       | 0     | –         |
| 1985   | Osella-Alfa Romeo | 0     | –         |
| 1986   | Zakspeed          | 0     | –         |